# David Forsyth (Schachspieler)
David Forsyth (* 16. Mai 1854 in Alness; † 30. Dezember 1909 in Dunedin) war ein schottischer Schachspieler.

## Leben
Forsyth war auch als Schachredakteur der Zeitung Glasgow Weekly Herald tätig. Bekannt wurde er vor allem durch eine Kurznotation von Schachpositionen, die er in derselben Zeitung im Jahre 1883 vorgestellt hatte. Die Notation wurde später u. a. nach ihm benannt. Diese Forsyth-Edwards-Notation stellt die Position der Figuren mittels Buchstaben dar: Kleinbuchstaben sind die weißen Figuren, Großbuchstaben die schwarzen. Leere Felder werden mittels Zahlen notiert („3“ für drei zusammenhängende leere Felder innerhalb derselben Reihe). Diese Notation wurde in der Neuzeit von Steven J. Edwards so erweitert, dass sie von Computern lesbar ist.
Nach seiner Auswanderung nach Neuseeland gewann er im Jahre 1901 die neuseeländische Schachmeisterschaft.